# Albert Briggs
Albert Edward Pryke „Ted” Briggs MBE (ur. 1 marca 1923 w Redcar, zm. 4 października 2008 w Portsmouth) – brytyjski wojskowy, oficer Royal Navy, jeden z trzech marynarzy ocalonych z eksplozji krążownika liniowego „Hood” 24 maja 1941 roku, aktywny działacz i pierwszy prezes H.M.S. Hood Association.

## Życiorys
Albert Briggs urodził się i dorastał w Redcar, w hrabstwie Yorkshire. Gdy miał 12 lat po raz pierwszy zobaczył krążownik liniowy „Hood”, który zakotwiczył w ujściu rzeki Tees. Następnego dnia próbował zaciągnąć się jako ochotnik do Royal Navy, ale został odesłany z powodu zbyt młodego wieku. Powrócił do biura werbunkowego 7 marca 1938 roku, zaledwie tydzień po ukończeniu przepisowych 15 lat.
Po 16 miesiącach treningu, 29 lipca 1939 roku, został marynarzem-sygnalistą największego okrętu liniowego okresu międzywojennego. Na pokładzie „Hooda” uczestniczył w działaniach II wojny światowej: patrolowaniu północnego Atlantyku, walkach na Morzu Śródziemnym i zniszczeniu floty francuskiej w Mers el-Kébir. 24 maja 1941 roku uczestniczył w ostatniej bitwie swojego okrętu z niemieckim pancernikiem „Bismarck”. Po eksplozji magazynów amunicyjnych „Hooda” był jednym z zaledwie trzech członków załogi uratowanych przez niszczyciel „Electra”, wyrzucony szczęśliwie z tonącego wraku przez bąbel powietrza.
Po rekonwalescencji i złożeniu zeznań w kolejnym dochodzeniu przyczyn utraty „Hooda”, powrócił do czynnej służby na okrętach Royal Navy. Był między innymi sygnalistą na zmobilizowanym liniowcu pasażerskim „Hilary”, pełniącym funkcję okrętu dowodzenia siłami desantowymi w czasie inwazji na Sycylię, pod Salerno i w Normandii. Pozostał w służbie także po zakończeniu wojny, odchodząc do cywila w 1973 roku w stopniu kapitana (Lieutenant). W tym czasie uczestniczył między innymi w patrolach wybrzeża Palestyny na pokładzie niszczyciela eskortowego „Brissenden” pod koniec 1945 roku oraz wojnie koreańskiej na krążowniku „Ceylon”.
2 lutego 1973 roku przeszedł w stan spoczynku. W czerwcu tegoż roku został odznaczony Orderem Imperium Brytyjskiego. W cywilu pracował jako agent wynajmu nieruchomości do 1988 roku. Wcześniej, w 1975 roku przystąpił do nowo powstającego H.M.S. Association i został wybrany jego pierwszym prezesem. Ponownie został wybrany prezesem stowarzyszenia w 1995 roku. W tej roli patronował ekspedycji poszukiwania wraku „Hooda”, zaś po jego odkryciu w 2001 roku osobiście (zdalnie) umieścił na wraku tablicę pamiątkową, upamiętniającą wszystkich 1415 poległych kolegów. Był współautorem książki Flagship Hood: The Fate of Britain's Mightiest Warship (Londyn 1985), wielokrotnie występował publicznie, był gościem programów telewizyjnych i radiowych, uczestniczył w nagraniach programów dokumentalnych.
Zmarł 4 października 2008 roku w Queen Alexandra Hospital w Portsmouth, jako ostatni świadek zatonięcia „Hooda”.